# Siegmund Albich

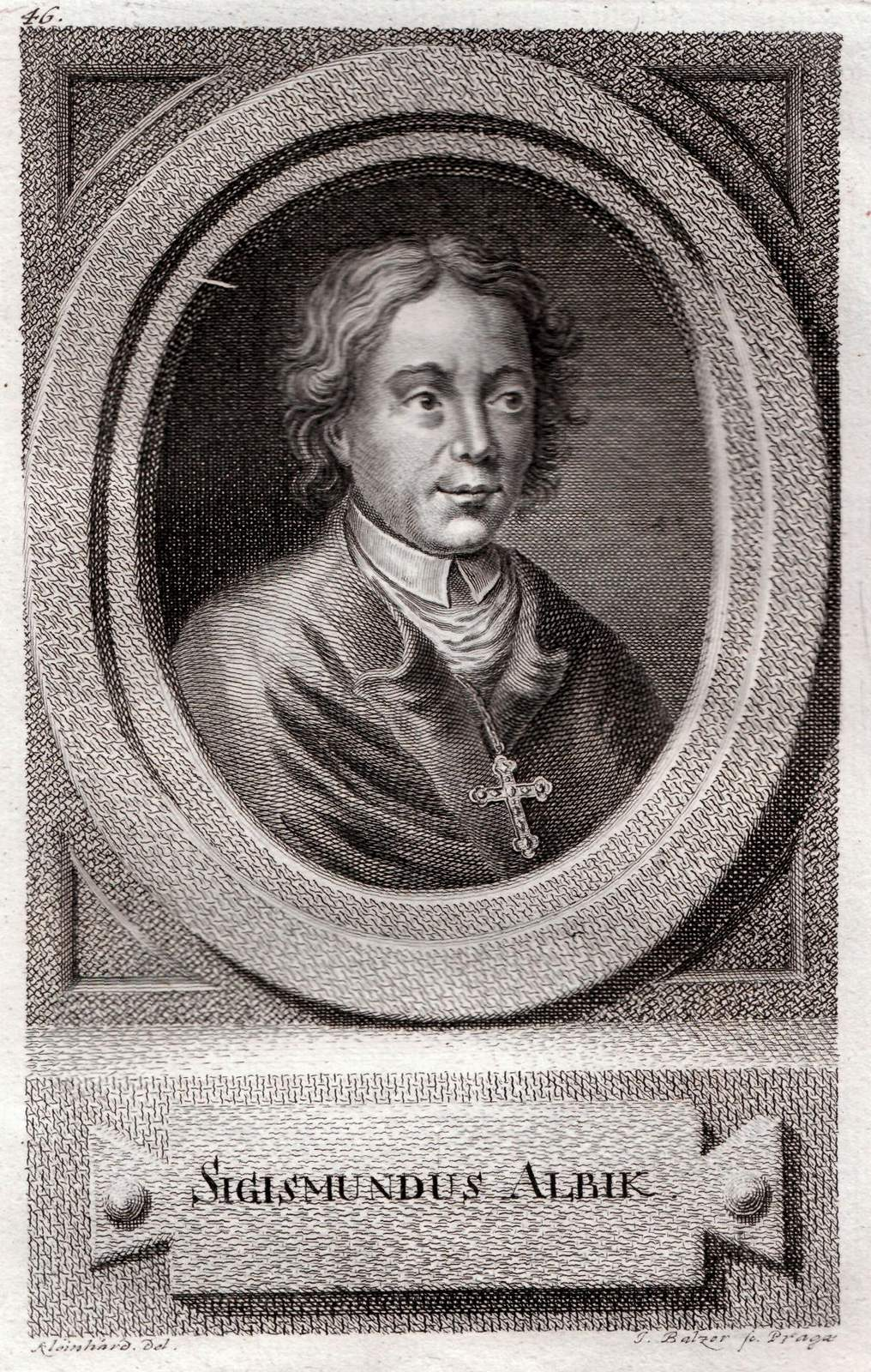
Siegmund Albich

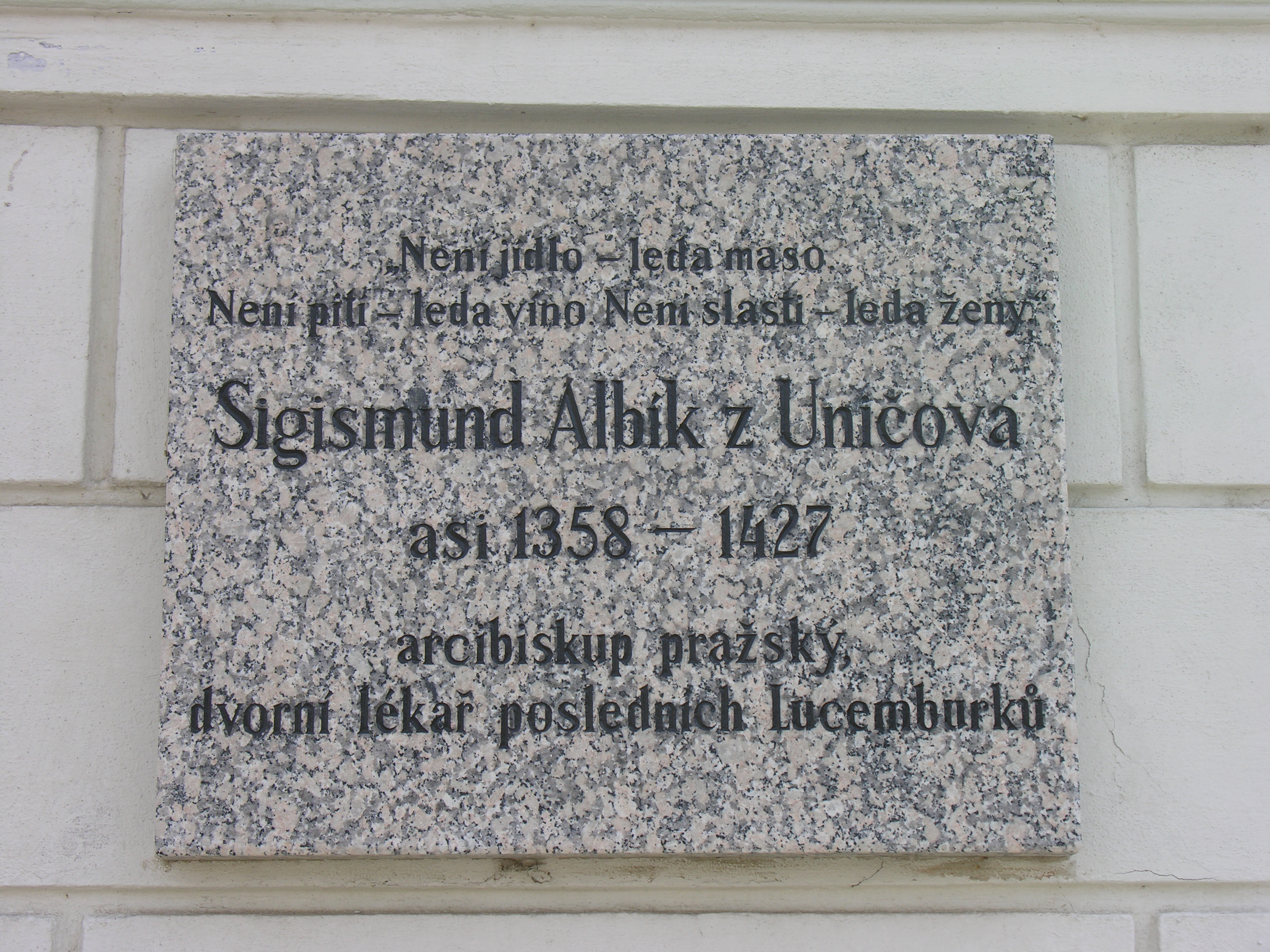
Gedenktafel für Siegmund Albich am Rathaus in Uničov

Siegmund Albich, auch Albich von Prag, Albich von Neustadt; (lateinisch Sigismund(us) Albicus; tschechisch Albik z Uničova, Zikmund Albík z Uničova; * um 1359 in Mährisch Neustadt, Markgrafschaft Mähren; † 23. Juli 1427 in Buda) war ein böhmischer Arzt und Leibarzt des böhmischen Königs Wenzel IV. und des Kaisers Sigismund sowie Erzbischof von Prag.

## Herkunft und Werdegang
Siegmund Albich, geboren in Nordmähren, entstammte einer bürgerlichen Familie. Er studierte an der Karls-Universität, legte dort 1382 das Baccalaureat ab, erwarb den Titel eines Magister Artium, wurde 1387 zum Doktor der Medizin promoviert und war danach Leibarzt König Wenzels IV., von dem er im Jahre 1400 geadelt wurde. 1402–1403 hielt er sich in Italien auf. 1407 immatrikulierte er sich an der Universität Padua, wo er Jura studierte und zum Doktor beider Rechte promovierte.

### Erzbischof von Prag
Nach dem Tod des Prager Erzbischofs Zbynko Zajíc von Hasenburg im Jahre 1411 wurde Siegmund Albich auf Betreiben König Wenzels und gegen den Widerstand des Domkapitels bei St. Veit zu dessen Nachfolger gewählt. Die päpstliche Bestätigung folgte am 15. Januar 1412. Über die Konsekration ist nichts bekannt. Nach seinem Amtsantritt im Juni 1412 ernannte er Wenzel von Kuřim zum Generalvikar und Offizial. Sein kurzes Episkopat fiel in die stürmische Zeit des päpstlichen Schismas und in die Auseinandersetzungen über die Lehren von Jan Hus. Wegen dessen Verurteilung und Exkommunizierung durch Johannes XXIII. kam es im Frühjahr 1412 in Prag zu Unruhen. Der Erzbischof versuchte erfolglos, die Konfliktparteien zu einer Einigung zu bewegen. Ende 1412 legte er schließlich sein Amt nieder. Der Papst nahm die Resignation an und ernannte Albich am 12. Februar 1413 zum Titularerzbischof Caesarea in Palaestina. Albichs Nachfolger als Erzbischof wurde Konrad von Vechta, erneut ein enger Berater und Parteigänger Wenzels.

### Wieder in königlichen Diensten
Nach dem Rücktritt widmete sich Siegmund Albich wieder der Medizin. Auf Betreiben König Wenzels, dessen Gunst ihm erhalten blieb, wurde er Propst von Vyšehrad. Zudem diente er dem König wieder als Arzt sowie als königlich-böhmischer Kanzler. 1413 wurde er zum Vorsitzenden des Schiedsgerichts zwischen Hus und Stephan von Palec berufen. Die Beteiligten protestierten gegen die Berufung, da sie Albich für schwach und parteiisch hielten. Daraufhin wies der König beide Parteien aus.
Nachdem Jan Hus 1415 auf dem Konzil von Konstanz mit Billigung von Wenzels Bruder Sigismund hingerichtet wurde, verschärfte sich in Böhmen der Konflikt zwischen Katholiken und den sich zum Widerstand formierenden Hussiten. Mit seinen Bemühungen, Böhmen mit antihussitischen Maßnahmen wieder auf den Kurs des Konzils zu bringen, brachte Wenzel nicht nur den hussitisch gesinnten böhmischen Adel und weite Teile der Bevölkerung gegen sich auf. Er verlor auch die Unterstützung der Prager Universität, an der er den böhmischen nationes durch das Kuttenberger Dekret von 1409 die Dominanz über die ausländischen nationes, insbesondere über die deutschen, verschafft hatte. Nachdem es 1419 zum Aufstand gekommen war, floh Wenzel aus Prag. Bei den nachfolgenden Plünderungen der Hussiten wurde auch Albichs Propstei Vyšehrad verwüstet und sein Vermögen beschlagnahmt. Auch er floh aus Prag und begab sich nach Breslau, wo er 1422 seine bekannteste Schrift Regimen sanitatis verfasste. Als Leibarzt Sigismunds erlangte er bald erneut eine Vorzugsstellung.
Sein Beisetzungsort ist nicht bekannt. Das Grabmal, das er in der Marienkirche in der Prager Altstadt errichten ließ, wurde zu Beginn der hussitischen Zeit zerstört.
Die Stadtgemeinde seines Geburtsortes Uničov ehrt Siegmund Albich mit einer nach ihm benannten Straße. Sie liegt in Bahnhofsnähe und heißt Albíkova ulice.

## Werke
Die Schriften Albichs sind nicht nur aufgrund der consilia an seine königlichen Patienten von historischem Interesse, sondern weisen ihn in der Medizingeschichte als einen bedeutenden Mediziner aus, der den Schwerpunkt auf die Vorsorge legt und sich durch ein für seine Zeit ungewöhnliches Interesse für die geographisch-klimatischen und milieubedingten Ursachen der Entstehung von Krankheiten auszeichnet. Drei seiner Werke, darunter als sein wichtigstes das für Wenzel verfasste Regimen hominis seu Vetularius („Gesundheitsregeln für den Menschen, oder der Quacksalber“), wurden von Markus Brandis (Brandt), dem ersten Drucker Leipzigs, 1484 in Leipzig gedruckt und zählen damit zu den ältesten Wiegendrucken medizinischer Literatur. Etwa ein Dutzend weiterer Schriften—Regimina, Consilia, Pestschriften, Mitschriften und Kompilationen, darunter auch ein deutschsprachiges Puch der erezney von maister albico, sind in den Handschriften (etwa des niederschlesischen Wundarztes Pankraz Sommer) überliefert.

## Ehrungen
Nach Albich wurde die Pflanzengattung Albikia J.Presl & C.Presl 1828 (wird heute zu Hypolytrum Pers. gestellt) aus der Familie der Sauergrasgewächse (Cyperaceae) benannt.